# Ketteldorf
Ketteldorf (fränkisch: Kedldorf) ist ein Gemeindeteil der Stadt Heilsbronn im Landkreis Ansbach (Mittelfranken, Bayern). Die Gemarkung Ketteldorf hat eine Fläche von 5,586 km². Die Gemarkung ist in 766 Flurstücke aufgeteilt, die eine durchschnittliche Fläche von 7162,06 m² haben.

## Geografie
Im Kirchdorf entspringt der Kettelbach, der mit weiteren Bächen zu einem Bach zusammenfließt, der zuletzt Weihersmühlbach genannt wird. Dieser ist ein rechter Zufluss der Bibert. 0,5 km südlich befindet sich der Ketteldorfer Forst, 0,75 km südwestlich das Waldgebiet Faule Zagel.
Die Kreisstraße AN 17 verläuft nach Heilsbronn (2,4 km südöstlich) bzw. nach Neuhöflein (2,5 km nordwestlich). Die Kreisstraße AN 22 verläuft nach Großhaslach (2,8 km südwestlich). Eine Gemeindeverbindungsstraße verläuft zur Kreisstraße AN 24 (1,8 km nördlich) zwischen Bonnhof (1,9 km südöstlich) und Betzendorf (0,7 km nordwestlich).

## Geschichte
Vermutlich wurde Ketteldorf schon zwischen 750 und 850 gegründet. Erstmals urkundlich erwähnt wurde der Ort 1138 als „Ketelndorf“. Das Bestimmungswort des Ortsnamens ist der Personenname Ketilo, eine umgelautete Verkleinerungsform des Personennamens Kato. Das Kloster Heilsbronn war schon mit seiner Gründung im Jahr 1132 in Besitz zweier Höfe in „Ketelendorf“. Nach und nach erwarb es alle übrigen Höfe. Zu dieser Zeit wurde auch eine Kapelle errichtet, die bis 1716 bestand. An ihrer Stelle wurde die heutige evangelisch-lutherische Kirche errichtet.
Im 16-Punkte-Bericht des Klosteramts Heilsbronn von 1608 wurden für Ketteldorf 19 Mannschaften verzeichnet, die alle das Klosterverwalteramt Heilsbronn als Grundherrn hatten (zwölf Bauern, sieben Köbler). Das Hochgericht übte das brandenburg-ansbachische Kasten- und Stadtvogteiamt Windsbach aus. Im Gegensatz zu den meisten anderen Orten dieser Gegend blieb Ketteldorf während des Dreißigjährigen Krieges größtenteils bewohnt. Nur vier Anwesen verödeten.
Gegen Ende des 18. Jahrhunderts gab es in Ketteldorf 19 Anwesen (12 Höfe, 4 Gütlein, 1 Wirtsgut, 1 Bäckergütlein, 1 Tropfhaus). Das Hochgericht über zwei Anwesen übte das brandenburg-ansbachische Kasten- und Stadtvogteiamt Windsbach aus, über 17 Anwesen das Richteramt Roßtal. Die Dorf- und Gemeindeherrschaft und die Grundherrschaft über alle Anwesen hatte das Klosterverwalteramt Heilsbronn. Neben den Anwesen gab es noch die Kirche und kommunale Gebäude (Schmiede, Schafhaus, Hirtenhaus). Es gab zu dieser Zeit 21 Untertansfamilien. Von 1797 bis 1808 unterstand der Ort dem Justiz- und Kammeramt Windsbach.
1806 kam Ketteldorf an das Königreich Bayern. Im Rahmen des Gemeindeedikts wurde Ketteldorf dem 1808 gebildeten Steuerdistrikt Petersaurach und der 1810 gegründeten Ruralgemeinde Petersaurach zugeordnet. Mit dem Zweiten Gemeindeedikt (1818) entstand die Ruralgemeinde Ketteldorf. Sie war in Verwaltung und Gerichtsbarkeit dem Landgericht Heilsbronn zugeordnet und in der Finanzverwaltung dem Rentamt Windsbach. Von 1862 bis 1879 gehörte Ketteldorf zum Bezirksamt Heilsbronn, ab 1880 zum Bezirksamt Ansbach (1939 in Landkreis Ansbach umbenannt) und zum Rentamt Heilsbronn (1919–1929: Finanzamt Heilsbronn, seit 1929: Finanzamt Ansbach). Die Gerichtsbarkeit blieb beim Landgericht Heilsbronn (1879 in Amtsgericht Heilsbronn umbenannt), seit 1956 ist das Amtsgericht Ansbach zuständig. Die Gemeinde hatte 1964 eine Gebietsfläche von 5,487 km². Im Rahmen der Gebietsreform in Bayern wurde Ketteldorf am 1. Januar 1972 nach Heilsbronn eingemeindet.

### Baudenkmäler
- Evangelisch-lutherische Filialkirche mit Friedhofsbefestigung[17]
- Haus Nr. 3. Wohnstallhaus[17]

ehemalige Baudenkmäler
- Haus Nr. 6: eingeschossiger Massivbau mit zweigeschossigem Giebel und profilierten Fensterrahmen; an der Stirnseite brandenburgisches Wappen, bezeichnet „1735“[18]
- Häuser Nr. 9, 15, 16: eingeschossige Bauten 18./19. Jahrhundert mit dreigeschossigem Giebel[18]

### Einwohnerentwicklung
| Jahr      | 1818   | 1840   | 1852   | 1855   | 1861   | 1867   | 1871   | 1875   | 1880   | 1885   | 1890   | 1895   | 1900   | 1905   | 1910   | 1919   | 1925   | 1933   | 1939   | 1946   | 1950   | 1952   | 1961   | 1970   | 1987   | 2007 | 2016  |
| Einwohner | 176    | 197    | 203    | 225    | 231    | 221    | 212    | 200    | 196    | 217    | 211    | 201    | 188    | 170    | 180    | 164    | 194    | 217    | 211    | 340    | 368    | 358    | 161    | 141    | 165    | 166  | 164   |
| Häuser    | 25     | 28     |        |        |        |        | 37     |        |        | 38     | 35     |        | 34     |        |        |        | 37     |        |        |        | 49     |        | 30     |        | 44     |      |       |
| Quelle    | [ 20 ] | [ 21 ] | [ 22 ] | [ 22 ] | [ 23 ] | [ 24 ] | [ 25 ] | [ 26 ] | [ 27 ] | [ 28 ] | [ 29 ] | [ 30 ] | [ 31 ] | [ 30 ] | [ 32 ] | [ 30 ] | [ 33 ] | [ 30 ] | [ 30 ] | [ 30 ] | [ 34 ] | [ 30 ] | [ 15 ] | [ 35 ] | [ 36 ] |      | [ 2 ] |

## Religion
Ketteldorf ist seit der Reformation  evangelisch-lutherisch geprägt und nach St. Maria (Großhaslach) gepfarrt. Die Einwohner römisch-katholischer Konfession sind nach Unsere Liebe Frau (Heilsbronn) gepfarrt.

## Personen
- Gerd Schmelzer (* 1951), deutscher Immobilienunternehmer